# Малиновка (присілок, Шарканський район)
Мали́новка (рос. Малиновка) — присілок у складі Шарканського району Удмуртії, Росія.

## Населення
Населення — 28 осіб (2010; 44 у 2002).
Національний склад станом на 2002:
- удмурти — 95 %

## Урбаноніми[3]
- вулиці — Малиновська